# 北地郡
北地郡，秦昭襄王三十六年（前271年）滅義渠後所置，為秦初三十六郡之一，郡治義渠縣（在今甘肅慶陽市西南）。
西漢時北地郡治馬嶺縣（在今甘肅慶陽市環縣東南的馬嶺鎮）。东汉时郡治富平县（在今宁夏吴忠市西南）
東漢時由於羌族作亂，北地郡由富平县（在今寧夏吳忠市西南青铜峡市境内）徙池陽（在今陝西泾陽西北），永初二年（108年），羌族部落头领滇零夺取了原富平城。
東漢永建四年（129年），北尚书仆射虞诩上书汉顺帝，认为包括富平在内河套宁夏平原4郡水草丰美，阻山带河，不可久弃。建议仍迁回原地。汉顺帝采纳之。派郭璜督促原郡居民，各还旧县，郭璜在宁夏青铜峡峡口开汉延渠，灌溉良田，并修复城郭，大兴屯垦。于是，富平县在迁出吴忠18年（111—129年）后，迁回原地，仍为北地郡治。
永和四年（139年），羌乱再次爆发。北地郡太守贾福（驻富平县）守不住了，又仓皇将富平县迁往冯翊（今西安郊区高陵），在迁徙途中民众死伤无数。
東漢建安十八年（213年），北地郡又迁回富平縣（在今寧夏吳忠市西南）。至曹魏、西晉時，析馮翊郡僑置于长安近郊，郡治亦名富平縣（今陝西富平）。

## 先秦北地郡

### 秦朝
據王蘧常先生的考証，秦北地郡轄縣可考者有：
- 朐衍縣
- 直路縣
- 除道縣
- 泥陽縣
- 郁郅縣，秦惠文王時置。
- 義渠縣，秦惠文王十一年（前327年）置。

### 西漢
據《漢書》記載，漢平帝元始二年（2年）時，有戶64461，人口210688。領縣19：
- 馬領縣
- 直路縣
- 靈武縣
- 富平縣
- 靈州縣，漢惠帝四年（前191年）置。
- 昫衍縣
- 方渠縣
- 除道縣
- 五街縣
- 鶉孤縣
- 歸縣
- 回獲縣
- 略畔道
- 泥陽縣
- 郁郅縣
- 義渠道
- 弋居縣
- 大要縣
- 廉縣

### 東漢
郡治馬領縣，永建四年（129年）北地郡重歸舊土，郡治富平縣。建武十年（34年）到二十年（44年）間被迫放棄領地，郡民內徙，省馬領、直路、靈武、昫衍、方渠、除道、五街、歸德、回獲、略畔道、郁郅、義管道、大要13縣。建武二十六年（50年）恢復北地郡舊土，郡民重歸本土，永初五年（111年）北地郡內徙至左馮翊池陽縣，永建四年（129年）北地郡重歸舊土，安定郡參欒縣來隸，鶉觚縣移屬安定郡。
據《後漢書》記載，漢順帝永和五年（140年），有戶3122，人口18637。領縣6：
- 富平縣
- 泥陽縣
- 弋居縣
- 廉縣
- 參縣，舊屬安定郡。
- 靈州縣

永和六年（141年）北地郡再次內徙至左馮翊祋祤縣境，並設富平、泥陽二僑縣，終漢世未再返回舊地。

### 曹魏、西晉
據錢儀吉及楊晨《三國會要》記載，曹魏時領縣與西晉相同。據《晉書》記載，西晉時有戶2600，人口不明，領縣有2：
- 泥陽縣
- 富平縣

## 歷代郡守

### 西漢
- 李廣，漢景帝時。
- 張延壽（？─前65年），遷太僕。
- 杜延年（前65年─？）
- 谷永（前12年─前10年），遷大司農。

### 東漢
- 馮異（30年─？）
- 廖信（？─68年），貪污被免。
- 廖□，漢安帝永初中因西羌亂免。
- 曹鳳，漢安帝時任。
- 盛包（？─115年），在任時被羌人所殺。
- 賈福，漢順帝永和六年見在任。
- 劉瓌，東漢中葉任。
- 邊韶，漢桓帝時任。
- 皇甫嵩，漢靈帝初任。
- 夏育（？─174年），遷护乌桓校尉。
- 范津，漢靈帝時任。
- 王季然，漢靈帝時任。
- 段煨，東漢末期任。
- 索湛

### 隋朝
- 贺娄诠（大业年间）

### 引用
1. ↑  參欒，故屬安定。 《續漢志 卷二十三 郡國五》